# LEGEND - S - BAPTISM XX -
『LEGEND - S - BAPTISM XX -』（レジェンド - エス - バプティズム・ダブルエックス -）は、BABYMETALの7作目の映像作品。

## 概要
2017年にSU-METALが20歳になる事を記念して、地元の広島グリーンアリーナで開催されたワンマンライブ「LEGEND - S - 洗礼の儀 -」の模様を収めており、2018年8月1日にDVD版、Blu-ray版の2形態で発売された。また、メンバーズサイト「THE ONE」会員限定で数量限定販売の「「LEGEND - S - BAPTISM XX -」THE ONE LIMITED EDITION」もリリース、同内容のBlu-rayに加え、ライブCDとブックレットが同梱されている。なお、この公演はYUIMETALが体調不良により欠席したため、SU-METALとMOAMETALの2人でのパフォーマンスとなっている。

## プロモーション
当映像作品のリリースを記念して、2016年に開催した東京ドーム公演から厳選された10曲がGYAO!にて、7月21日から8月10日までの期間限定で無料配信された。また、7月31日から全国のタワーレコード店舗で発売記念としてスペシャル店頭企画が行われ、広島店ではSU-METALがライブで着用した衣装を展示する「SU-METAL“LEGEND – S – BAPTISM XX -”衣装展」が開催、さらに東京・北海道・愛知・大阪・広島・福岡の各1店舗でライブ写真を展示する「BABYMETAL“LEGEND – S – BAPTISM XX -”6大都市ライブフォトパネル展」も開催、新宿店の7Fではライブに登場した洗礼の儀の紋章をかたどった御朱印を設置する「“LEGEND – S – BAPTISM XX -”洗礼の儀 御朱印」が開催された。

## チャート成績
オリコンチャートにて、発売初週の8月13日付週間ランキングでDVD版は3594枚を売り上げ総合4位、Blu-ray版は19604枚を売り上げ総合1位に初登場、Blu-ray版の1位獲得数は、前作『LIVE AT TOKYO DOME』に続いて2作連続の通算4作目となり、これまで通算3作で並んでいた水樹奈々とAKB48を上回り、女性アーティストとしては歴代単独4位となった。また、音楽DVDとBlu-rayの売上を合算した総合ミュージック映像ランキングでも合算売上23198枚で5作連続、通算5作目の1位を獲得した。

## 収録内容

### DVD/Blu-ray
- LEGEND - S - 洗礼の儀 -
  1. IN THE NAME OF
  2. イジメ、ダメ、ゼッタイ
  3. ギミチョコ！！
  4. ド・キ・ド・キ☆モーニング
  5. 紅月 -アカツキ-
  6. GJ！
  7. シンコペーション
  8. META！メタ太郎
  9. NO RAIN, NO RAINBOW
  10. 4の歌
  11. メギツネ
  12. KARATE
  13. Road of Resistance
  14. ヘドバンギャー！！
  15. BABYMETAL DEATH
  16. THE ONE - English ver. -

### WEB会員限定盤付属CD
| #  | タイトル                      | 作詞 | 作曲・編曲 |
| -- | ----------------------------- | ---- | ---------- |
| 1. | 「IN THE NAME OF」            |      |            |
| 2. | 「イジメ、ダメ、ゼッタイ」    |      |            |
| 3. | 「ギミチョコ！！」            |      |            |
| 4. | 「ド・キ・ド・キ☆モーニング」 |      |            |
| 5. | 「紅月 -アカツキ-」           |      |            |
| 6. | 「GJ！」                      |      |            |
| 7. | 「シンコペーション」          |      |            |
| 8. | 「META！メタ太郎」            |      |            |

| #  | タイトル                     | 作詞 | 作曲・編曲 |
| -- | ---------------------------- | ---- | ---------- |
| 1. | 「NO RAIN, NO RAINBOW」      |      |            |
| 2. | 「4の歌」                    |      |            |
| 3. | 「メギツネ」                 |      |            |
| 4. | 「KARATE」                   |      |            |
| 5. | 「Road of Resistance」       |      |            |
| 6. | 「ヘドバンギャー！！」       |      |            |
| 7. | 「BABYMETAL DEATH」          |      |            |
| 8. | 「THE ONE - English ver. -」 |      |            |

## 参加ミュージシャン
神バンド（バックバンド）
- メンバー
  - 大村孝佳 - ギター
  - 藤岡幹大 - ギター
  - BOH - ベース
  - 青山英樹 - ドラムス